# 루 매클래너핸
루 매클래너핸(Rue McClanahan, 1934년 2월 21일 ~ 2010년 6월 3일)은 미국의 배우이다.

## 영화
- 피크닉 (1955년 영화)
- 파이어웍 (영화)
- 미스터 룸바
- 스타십 트루퍼스 (영화)

## 텔레비전
- 올 인 더 패밀리
- 만닉스
- 찰스 인 차지
- 특수공작원 아이언맨
- 제시카의 추리극장
- 더 골든 걸스
- 보이 미트 월드
- 천사의 손길
- 스파이더맨
- 머피 브라운
- 형사 콜롬보
- 블루스 클루스
- 천사의 손길
- 킹 오브 더 힐